# Moya Brennan
Máire Ní Bhraonáin, poznatija kao Moya, Gaoth Dobhair, County Donegal, 1952.), poznata je irska glazbenica. Ime Moya engleska je transkripcija ženskog imena Máire, irske verzije imena Marija.